# やまだ織
やまだ織（やまだおり）は、新潟県南魚沼市塩沢にある織物企業。1913年（大正2年）の創業。1700年の伝統がある重要無形文化財『越後上布』の技術を応用した絹織物（伝統的工芸品に指定）に染の技術を導入して、産地生産の半数以上を担い、伝統を守り続けている。塩沢の代表的織物である本塩沢のブランド名は、『雪の中のきれ』である。

## 沿革
- 1913年（大正2年） - 初代、山田定成が創業。
- 1955年（昭和30年） -  5月12日、小千谷縮・越後上布が重要無形文化財（工芸技術：染織）に指定[4]。
- 1959年（昭和34年）- 皇太子明仁親王・皇太子妃美智子の成婚を祝して『本場塩沢絣』を献上。
- 1970年（昭和45年）- 日本万国博覧会タイムカプセルに絹布を格納。
- 1974年（昭和49年）- 現社屋が完成。
- 1975年（昭和50年） - 2月17日、塩沢紬が『伝統的工芸品』第一号に指定[5]。
- 1976年（昭和51年） - 12月15日、本塩沢が『伝統的工芸品』に指定[6]。
- 1980年（昭和55年） - 『雪の中のきれ』が全国伝統的工芸品展において通産大臣賞を受賞。
- 2009年（平成21年） -  9月30日、『小千谷縮・越後上布』がユネスコの無形文化遺産に登録[7]。
- 2012年（平成24年） -  3月14日、JR東日本新潟支社が「越後上布・小千谷縮布技術保存協会」へビューカード「ビューサンクスサポート」寄付金を贈呈[8]。
- 2013年（平成25年）- 創業100周年。ハースト婦人画報社『美しいキモノ』[9]春号にて記念商品を掲載。
- 2014年（平成26年）- 2月10日発売、ハースト婦人画報社『美しいキモノ』春号にて博多織『筑前織物』[10][11][12]とのコラボ特集を掲載。
  - 11月8日、南魚沼市越後上布特産品フェアがザ・プリンスさくらタワーで開催される[13]。
- 2018年 代表取締役 山田千晴が就任[14][15]。
- 2020年 代表取締役 保坂勉が就任

## 主要製品
- 本塩沢『雪の中のきれ』 無地、縞、格子
- 塩沢紬 200亀甲絣 （伝統的工芸品に指定）
- 本塩沢 136亀甲絣、100亀甲絣 （伝統的工芸品に指定）
- 夏塩沢

## 概要
- 敷地[16]。
  - 5,440㎡
- 工場面積 
  - 3,542㎡

## 関連書
- 『北越雪譜』（ワイド版岩波文庫）岩波書店 ISBN 9784000070829（1991年12月5日）
- 岡田譲（著）『人間国宝シリーズ（42）越後上布・小千谷縮』講談社（1978年5月）
- 『北越雪譜』（岩波文庫 黄 226-1）岩波書店 ISBN 9784003022610 （1978年3月）
- 近代デジタルライブラリー - 北越雪譜. 初篇 巻之上[17]。